# Canthydrus rocchii
Canthydrus rocchii là một loài bọ cánh cứng trong họ Noteridae. Loài này được Wewalka miêu tả khoa học đầu tiên năm 1992.